# Закінчився раніше терміну
Закінчився раніше терміну або Terminus ante quem (лат. «Закінчився раніше часу») — термін, який вживають в археології, палеографії, юриспруденції та історії мистецтва задля позначення відносних датувань. Під цим поняттям йдеться про термін, коли археологічний об'єкт або шар, який досліджують, був сформований до певного моменту часу, наприклад, він може бути заздалегідь обмежений іншими шарами, спорудами або тектонічними структурами.
Подія невизначеної дати обрамляється терміном a quo (або терміном post quem) вище за плином часу та terminus ad quem (або terminus ante quem) вниз за плином часу.
Археологічне датування рідко буває точним, найчастіше воно лише вказує, що одна подія не може бути пізніше (або раніше) іншої.